# 스티브 스미스 (크리켓 선수)

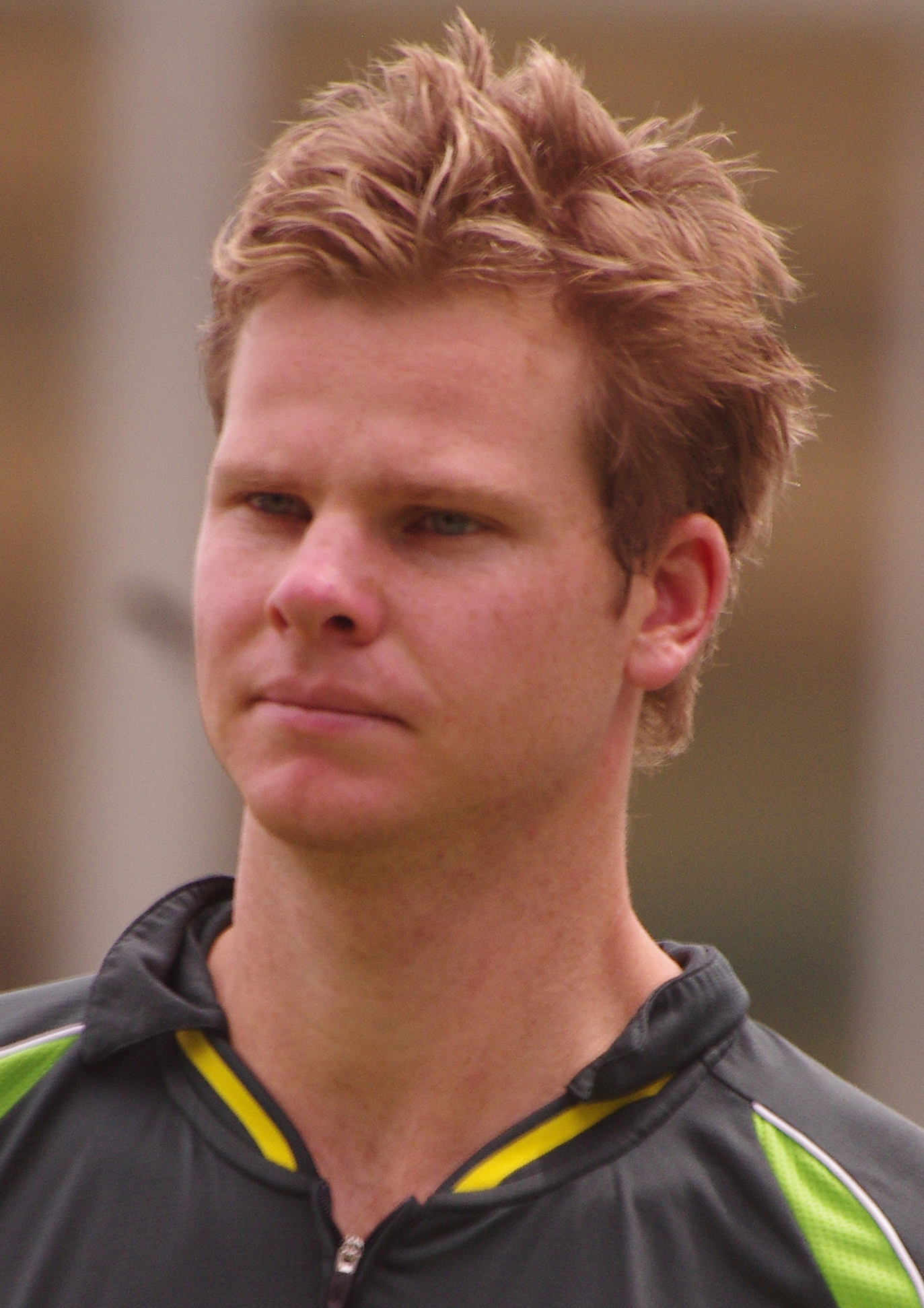
스티브 스미스 (2014년)

스티븐 피터 데버루 스미스(Steven Peter Devereux Smith, 1989년 6월 2일 ~ )는 간단히 스티브 스미스(Steve Smith)로 잘 알려진 오스트레일리아의 크리켓 선수이다. 오스트레일리아 크리켓 국가대표팀의 전 주장이다. 2018년 3월 기준으로 ICC 플레이어 랭킹 테스트 배츠맨에서 1위이다.
2018년 3월 남아프리카 공화국에서 공 훼손 스캔들로 많은 비판을 받았다. 이 스캔들로 스미스는 국제 크리켓 경기에서 1년간 출전 금지를 당했으며, 주장 자리도 1년간 몰수당했다.